# Dietrich Schindler junior
Dietrich Schindler junior (auch Dietrich Schindler-Kuhn; * 22. Dezember 1924 in Zürich; † 7. Februar 2018) war ein Schweizer Jurist, der sich insbesondere in den Bereichen humanitäres Völkerrecht, Menschenrechte, Neutralitätspolitik und Föderalismus profilierte. Von 1964 bis 1989 war er Professor für internationales Recht und Verfassungsrecht an der Universität Zürich.

## Leben und Werk
Dietrich Schindler studierte Rechtswissenschaften an den Universitäten Zürich, Genf, Paris und Harvard. Er schloss das Studium im Jahr 1950 mit dem Doktorat an der Universität Zürich ab, an der er 1957 auch habilitiert wurde. Von 1956 bis 1964 war er dort Privatdozent und wirkte während dieser Zeit von 1957 bis 1958 als Lehrbeauftragter an der Universität Bonn sowie von 1961 bis 1962 als Gastprofessor an der Juristischen Fakultät der University of Michigan. Im Jahr 1964 wurde er in Zürich zum ausserordentlichen und vier Jahre später zum ordentlichen Professor für internationales Recht und Verfassungsrecht ernannt und hatte diese Position bis zu seiner Emeritierung im Jahr 1989 inne.

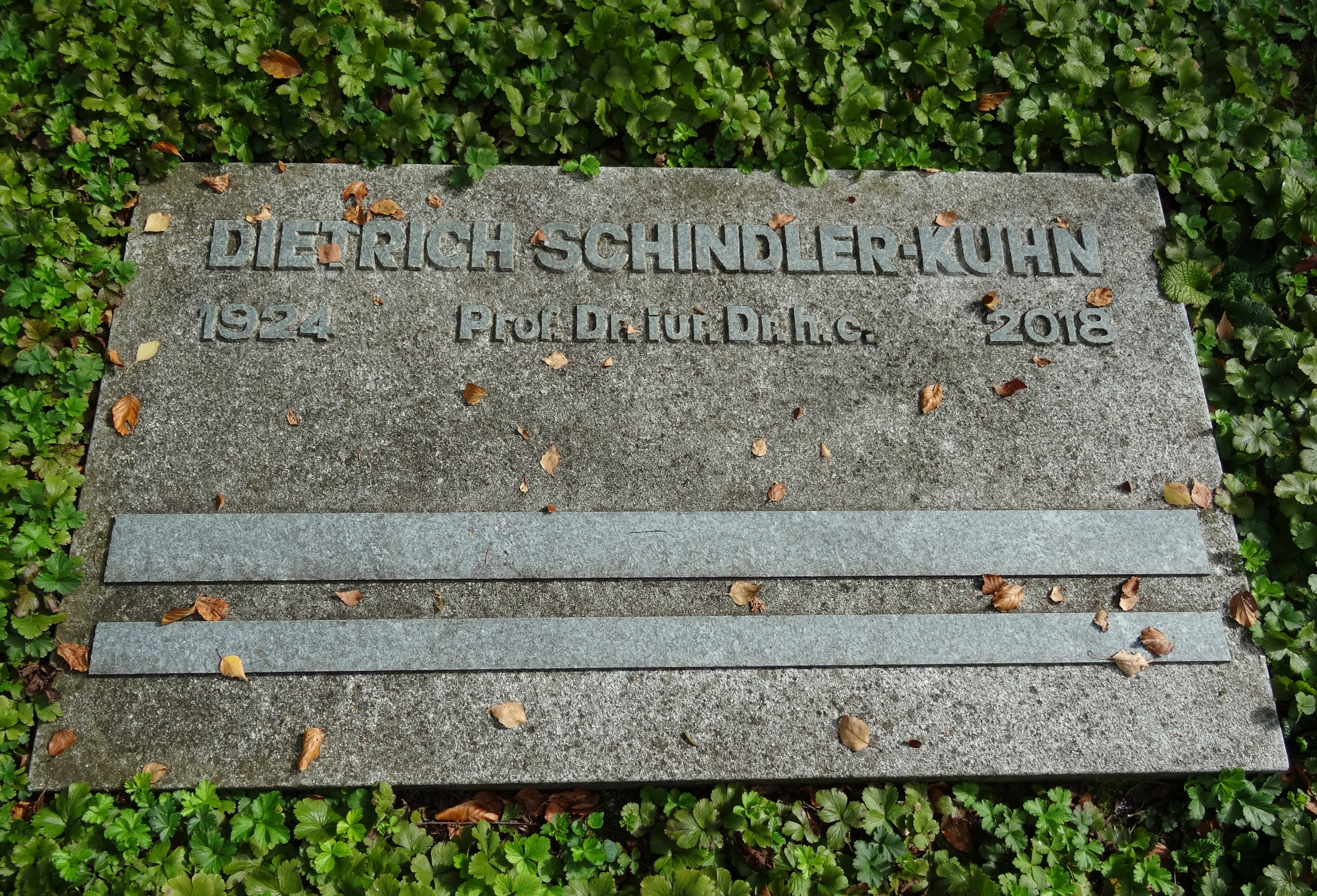
Grab, Friedhof Enzenbühl, Zürich

Von 1961 bis 1973 und von 1980 bis 1994 war Dietrich Schindler Mitglied des Internationalen Komitees vom Roten Kreuz (IKRK), von dem er später zum Ehrenmitglied ernannt wurde. Im Jahr 1962 wirkte er in der Demokratischen Republik Kongo als Berater für Verfassungsfragen. Seit 1967 ist er Mitglied des Institut de Droit international. Ab 1977 gehörte er dem Ständigen Schiedshof in Den Haag an und war von 1986 bis 1988 unter anderem Mitglied eines Schiedsgerichts zur Schlichtung des Streits zwischen Ägypten und Israel um die Stadt Taba. In den Jahren 1967 und 1979 wirkte er als Dozent an der Haager Akademie für Völkerrecht. Im Jahr 1993 erhielt Dietrich Schindler einen Ehrendoktortitel von der Universität Basel.
Dietrich Schindler-Kuhn fand seine letzte Ruhestätte auf dem Friedhof Enzenbühl in Zürich.

## Werke (Auswahl)
- Gleichberechtigung von Individuen als Problem des Völkerrechts. Habilitationsschrift, Zürich 1957
- Schweizerische Eigenheiten in der Staatslehre. Zürich 1975
- Dokumente zur schweizerischen Neutralität seit 1945. Berichte und Stellungnahmen der schweizerischen Bundesbehörden zu Fragen der Neutralität 1945–1983. Bern 1984
- Die Grenzen des völkerrechtlichen Gewaltverbots. Heidelberg 1986
- Die Europaverträglichkeit des Schweizerischen Rechts. Zürich 1990 (als Mitherausgeber)
- Auswirkungen der EG auf die schweizerische Staatsstruktur. Zürich 1990